# چشم‌لیسی

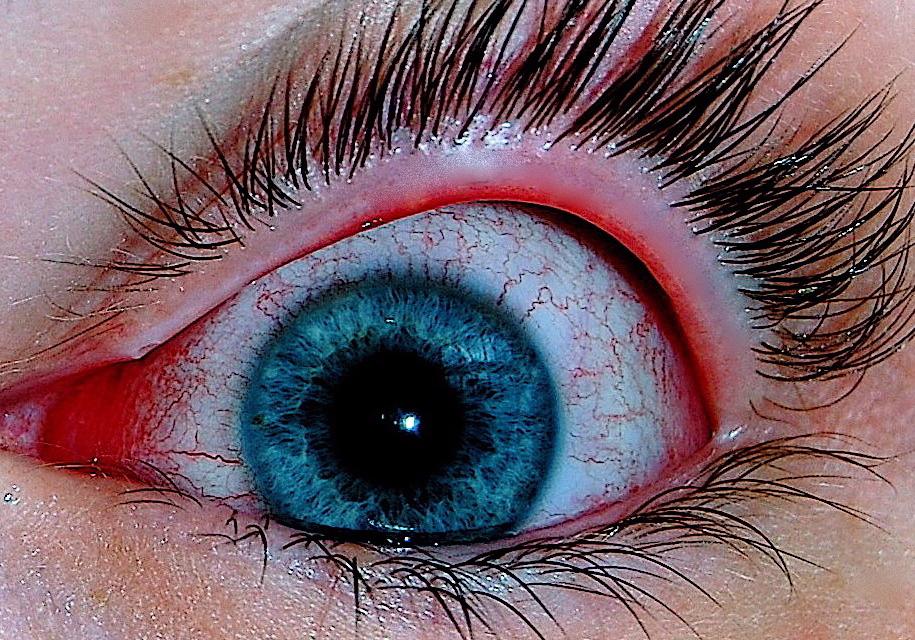
لیسیدن کرهٔ چشم می‌تواند به التهاب ملتحمه ویروسی بینجامد

اُکولولینکتوس یا چشم‌لیسی به پارافیلی لیسیدن کرهٔ چشم برای لذت شهوانی گفته می‌شود. در میانه‌های سال ۲۰۱۳، چند روزنامهٔ انگلیسی‌زبان گزارش دادند که گویا این نابهنجاری در ژاپن رایج شده‌است، و در آنجا به آن Gankyū name purei (眼球舐めプレイ, «بازی لیسیدن کرهٔ چشم») می‌گویند. ولی دیگر رسانه‌ها گزارش دادند که این قضیه شایعه‌ای برپایهٔ داستانی در یک روزنامه نیم‌قطع ژاپنی است و بسیاری از جستارهایی که آن را برای نخستین بار گزارش کرده بودند، ویرایش شدند یا به‌عنوان شایعهٔ احتمالی پس‌گرفته شدند.

## زیان‌های لیسیدن کره چشم
لیسیدن چشم ناگواری‌های بزرگی برای سلامتی به‌همراه دارد، زیرا زبان را لایه‌ای از میکروارگانیسم‌ها می‌پوشانند و بزاق آنزیم‌های تجزیه‌شونده دارد. این میکروارگانیسم‌ها می‌توانند به عفونت‌هایی در چشم بینجامند؛ مانند التهاب ملتحمه، تب‌خال، کلامیدیا، خراش قرنیه و زخم قرنیه شوند. باکتری‌های دهانی روی زبان شاید درون خراش‌های قرنیه ناشی از لیسیدن چشم بروند و سبب عفونت شوند.
وانگهی، عفونت‌های برآمده از لیسیدن چشم می‌توانند به نابینایی و نیز گل‌مژه بینجامند. گونه‌های ناهمسانی در میکروبیوتای چشم و دهان هستند، بنابراین دیگر توصیه نمی‌شود لنزهای تماسی را پیش از گذاشتن در چشم لیسید.